# Dlouhá Brtnice
Obec Dlouhá Brtnice (německy Langpirnitz) se nachází v okrese Jihlava v Kraji Vysočina. Žije zde 379 obyvatel. V blízkosti obce se nacházejí historické doly na stříbro, ve kterých se postupně těžilo od 13. do 17. století, kdy byly definitivně uzavřeny.
Sousedními obcemi sídla jsou Opatov, Otín, Hladov, Pavlov, Stará Říše, Stonařov a Brtnička.

## Název
Název se vyvíjel od varianty Birtnycz Longo (1360), Longa Birthnicz (1365), Purnycz Longum (1368), Burtnicz Longo (1369), Puernycz (1371), z Dlúhé Brtnice (1408), Longa Brtnicz (1447), z Dlúhé Brtnice (1481), Dluhu Brtniczy (1490), Lang Pirtnicz (1532), Lang Birtnitz (1633), Lang Piernitz (1678), Lang Pürnitz (1718), Lang Pirnitz (1720, 1751), Lang Pirnitz a Dlauha Brtnice (1846) až k podobám Lang Pirnitz a Dlouhá Brtnice v roce 1872. Místní jméno je odvozeno od názvu řeky Brtnice (potok tekoucí brťovým lesem – podle včelařů) a vrchu Brtník. Přívlastek Dlouhá (německy lang) odkazuje na rozložení vsi podél silnice.

## Historie
První písemná zmínka o obci pochází z roku 1349, i když samotná obec Dlouhá Brtnice vznikla zřejmě ve 2. polovině 13. století a vesnice byla opevněna. V polovině 14. století byla obec rytířským majetkem se zemanskou tvrzí a roku 1368 byla dočasně prohlášena za městečko. V roce 1444 tu byla postavena kaple svatého Václava. Obec často měnila majitele. Název obce pravděpodobně odkazuje na dlouhé cesty, které spojovaly Jihlavu a Želetavu a protínaly území obce. V roce 1532 vesnici koupilo město Jihlava. Od roku 1872 tu fungovala fara. Sbor dobrovolných hasičů vznikl v roce 1888, jeho zakladatelem se stal místní nadučitel František Křivánek.

## Přírodní poměry
Dlouhá Brtnice leží v okrese Jihlava v Kraji Vysočina. Nachází se 5,5 km jižně od Stonařova, 5 km západně od Opatova, 7,5 km severně od Staré Říše, 13 km severovýchodně od Telče, 3 km východně od Pavlova a 14 km jihovýchodně od Třeště. Geomorfologicky je oblast součástí Česko-moravské subprovincie, konkrétně Křižanovské vrchoviny a jejího podcelku Brtnická vrchovina, v jehož rámci spadá pod geomorfologický okrsek Puklická pahorkatina. Průměrná nadmořská výška činí 610 metrů. Nejvyšší bod o nadmořské výšce 660 metrů se nachází západně od obce. Kopec V Lísku (656 m n. m.) stojí severozápadně od Dlouhé Brtnice. Od západu do Dlouhé Brtnice přitékají potok Lísek, na němž leží stejnojmenný rybník, a Karlínský potok, na němž se rozkládá rybník Boroví. Z jihu přitéká potok Čimbordy, na němž se nalézá rybník Grošák. Všechny tři potoky se v obci vlévají do Mlýnského rybníka, a z něj vytéká Karlínský potok, do něhož se z jihu vlévá Dolnomlýnský potok. Severním okrajem katastru protéká řeka Jihlávka.

## Obyvatelstvo
Podle sčítání 1930 zde žilo v 118 domech 538 obyvatel. 538 obyvatel se hlásilo k československé národnosti. Žilo zde 538 římských katolíků.
| Rok            | 1869 | 1880 | 1890 | 1900 | 1910 | 1921 | 1930 | 1950 | 1961 | 1970 | 1980 | 1991 | 2001 | 2011 | 2021 |
| -------------- | ---- | ---- | ---- | ---- | ---- | ---- | ---- | ---- | ---- | ---- | ---- | ---- | ---- | ---- | ---- |
| Počet obyvatel | 651  | 688  | 654  | 624  | 624  | 602  | 538  | 476  | 479  | 409  | 379  | 369  | 356  | 356  | 372  |
| Počet domů     | 101  | 123  | 118  | 117  | 119  | 117  | 118  | 124  | 115  | 111  | 107  | 117  | 123  | 132  | 139  |

## Obecní správa a politika

### Zastupitelstvo a starosta
Obec má sedmičlenné zastupitelstvo, v jehož čele stojí starosta Luboš Krátký.
| Období    | Voliči | Účast v % | Mandáty | Výsledky                                                        | Starosta     |
| --------- | ------ | --------- | ------- | --------------------------------------------------------------- | ------------ |
| 2002–2006 | 277    | 82,67     | 7       | 4 KDU-ČSL 2 SDH Dlouhá Brtnice 1 Nezávislí kandidáti Dl.Brtnice | Luboš Krátký |
| 2006–2010 | 295    | 69,83     | 7       | 3 SNK Evropští demokraté 2 SDH Dlouhá Brtnice 2 KDU-ČSL         | Luboš Krátký |
| 2010–2014 | 302    | 66,23     | 7       | 3 Nez. kandidáti Dlouhá Brtnice 2 SDH Dlouhá Brtnice 2 TOP 09   | Luboš Krátký |
| 2014–2018 | 302    | 61,26     | 7       | 4 STAROSTOVÉ A NEZÁVISLÍ 3 SDH Dlouhá Brtnice                   | Luboš Krátký |

### Znak a vlajka
Právo užívat znak a vlajku bylo obci uděleno rozhodnutím Poslanecké sněmovny Parlamentu České republiky dne 31. ledna 2002.
Znak: V červeném štítě pod zlatou hlavou s červenou knížecí čepicí zlatá maršálská hůl mezi dvěma stříbrnými buvolími rohy. Vlajka: List tvoří dva vodorovné pruhy, žlutý s červenou knížecí čepicí se žlutou obroučkou a červený. Poměr šířky k délce listu je 2:3.

## Hospodářství a doprava
V obci sídlí firmy SERVIS 38 a.s., AUTOCONTROL, spol. s r.o., KJF Vysočina, s.r.o., AQUA GOLD, spol. s.r.o., Flaga s. r. o., prodejce dřevěných pelet a briket BioEnergoVysočina, Penzion a restaurace Rafael, pobočka České pošty, Pohostinství Pod věží, dvě autodílny a kovářství. Obcí prochází silnice I. třídy č. 38 z Hladova do Stonařova a komunikace III. třídy č. 4036 z Pavlova do Brtničky. Dopravní obslužnost zajišťují dopravci ICOM transport a TRADO-BUS. Autobusy jezdí ve směrech Jihlava, Nová Říše, Stará Říše, Zadní Vydří, Třešť, Opatov, Želetava, Budeč, Znojmo, Třebíč a Předín. Obcí prochází cyklistická trasa č. 5216 z Pavlova do Brtničky.

## Školství, kultura a sport
Základní školu a mateřskou školu Dlouhá Brtnice zřizuje obec Dlouhá Brtnice. Základní škola měla ve školním roce 2014/2015 jednu třídu s 1.–4. ročníkem. Škola zde byla zřízena v roce 1776. Kapacita základní školy je 40 žáků, ve školním roce 2010/2011 zařízení navštěvovalo 14 dětí. Po 4. ročníku místní žáci navštěvují základní školu ve Stonařově. Mateřská škola byla v obci zřízena v zemědělském útulku v roce 1961, kdy ji navštěvovalo 22 dětí. Do zdejší školky docházejí také děti z Hladova a Brtničky. Mateřská škola má kapacitu 23 dětí, což byl i počet obsazených míst v roce 2010/2011.
Místní knihovna Dlouhá Brtnice získala roku 2002 titul Knihovna Vysočiny. Sbor dobrovolných hasičů Dlouhá Brtnice byl založen v roce 1888. TJ Sokol Dlouhá Brtnice má dvacet členů a je součástí župy Plk. Švece.

## Pamětihodnosti
- Kostel svatého Václava – vznikl roku 1444 jako výsledek přestavby z kaple sv. Barbory.
- Fara čp. 102
- Výklenková kaplička a kříž směrem na Pavlov
- Výklenková kaplička směrem na Stonařov (zničená při autonehodě v 70. letech)
- Smírčí kámen
- Dům čp. 20